# Fiat 509
Fiat 509 este un automobil produs de constructorul italian Fiat în perioada 1925–1929.
Acesta a fost primul automobil italian și prima mașină Fiat care a câștigat Raliul Monte Carlo în anul 1928, la prima participare.

## Istoric
Cu ocazia Salonului Auto de la Milano, desfășurat în aprilie 1925, Fiat a prezentat un nou automobil care avea să marcheze industria auto: Fiat 509.
Fiat 509 a fost prima mașină Fiat de mică cilindree fabricată în serie mare în noua uzină de la Lingotto. Automobilul, echipat cu un motor de doar 990 cm3 și o cutie de viteze cu trei trepte, este un coupé cu două uși, având dimensiuni mai reduse comparativ cu modelele concurente. Cu toate acestea, automobilul putea acomoda patru adulți într-un habitaclu relativ spațios.
Automobilul putea fi achiziționat pe credit prin intermediul SAVA, organismul financiar înființat de Fiat Finanțe. În mai puțin de un an, Fiat 509 a devenit cel mai popular automobil din Italia.

## Fiat 509 A
În 1926, Fiat a lansat versiunea 509 A, care prezenta îmbunătățiri precum un sistem de lubrifiere modernizat, un carburator nou și o caroserie cu patru uși. Variantele de caroserie disponibile sunt: berlină, torpedo, cabriolet, coupé și spider, S (Sport), Taxi și comercială 509 F.
A fost înlocuită de Fiat 514 după ce au fost produse 92.514 unități, un record aproape mondial pentru acea vreme.

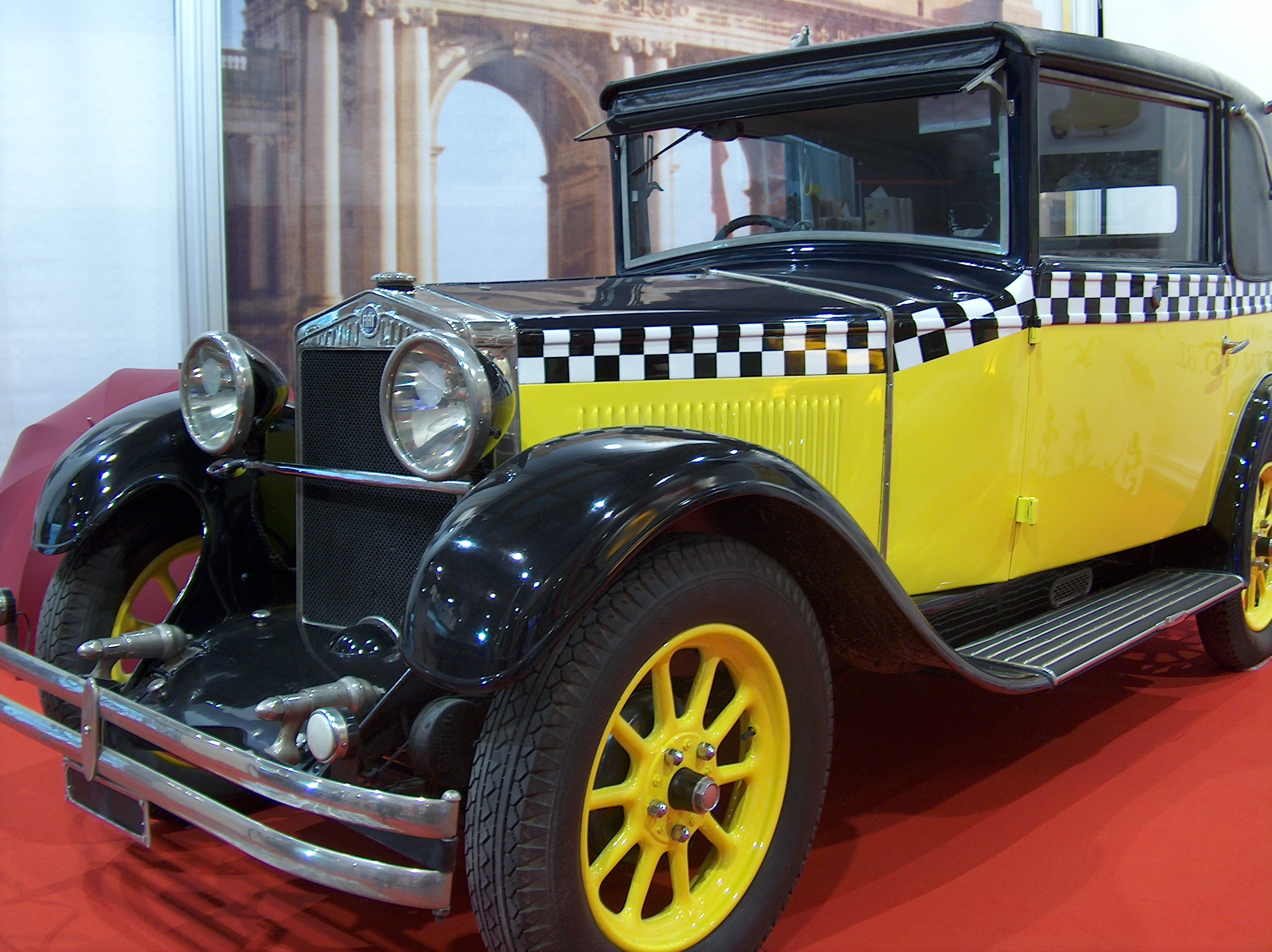
Fiat 509 la Bruxelles în 2006. Această mașină a fost vopsită pentru a semăna cu cea a lui Gaston Lagaffe.

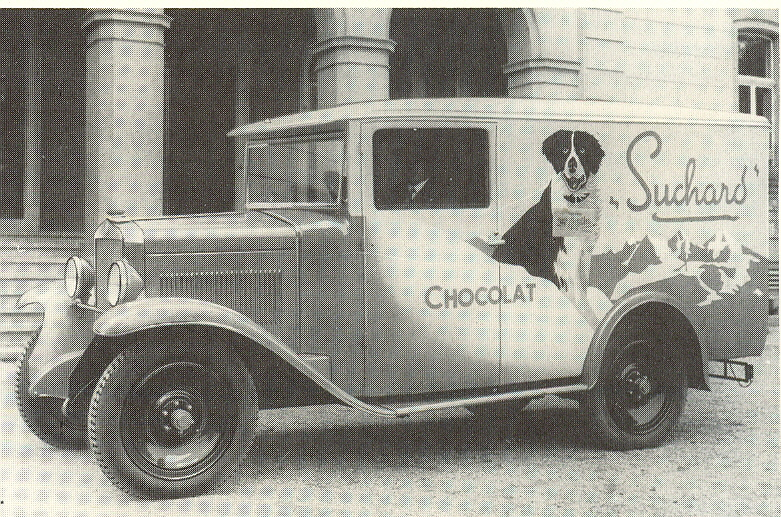
Fiat 514 F

## Succese în competiții
- Fiat 509 a fost primul automobil italian care a câștigat Raliul Monte Carlo în 1928, cu Jacques Bignan ca pilot de fabrică.
- Fiat 509 a câștigat, de asemenea, Raliul Internațional de la Boulogne-sur-Mer și Touquet-Paris-Plage (plecând din București)[2].

## În cultură
Fiat 509 este mașina lui Gaston Lagaffe.

## Fiat 509 F
Ca de obicei, constructorul torinez a dezvoltat și o versiune utilitară, Fiat 509 F.
Modelul utilitar 509 F a reprezentat răspunsul Fiat la cererea tot mai mare de vehicule mici, specializate pentru diverse nevoi de lucru și transport, inclusiv pentru utilizări particulare, precum servicii poștale sau activități meșteșugărești.
Robustețea șasiului berlinei Fiat 509 a permis utilizarea acestuia, fără modificări, pentru versiuni utilitare precum „camioncino” și „furgoncino,” destinate unor utilizări foarte variate.
La lansarea din 1925, versiunea utilitară a fost denumită inițial 509 Commerciale, însă ulterior Fiat a redenumit-o 509 F, conform nomenclaturii utilizate pentru celelalte modele utilitare derivate din berlina de bază.
Asemenea berlinei Fiat 509, versiunea utilitară 509 F a fost înlocuită ulterior de modelul Fiat 508 Balilla